# Ignazio Galli
Ignazio Galli (Velletri, 31 juli 1841 – Rome, 10 februari 1920) was een Italiaanse priester en kanunnik. Hij werd vooral bekend door zijn wetenschappelijke bijdragen aan de ontwikkeling van de meteorologie en de seismologie op het einde van de negentiende eeuw en begin van de twintigste eeuw. Hij was ook leraar in diverse scholen van Velletri en muziekauteur.

## Biografie[1]
Ignazio Galli werd in 1864, na zijn studies aan het seminarie van Velletri, tot priester gewijd en in 1875 werd hij kanunnik van het kapittel van de Sint-Clemenskathedraal (Velletri). Hij begon op zeer jonge leeftijd met het onderwijzen van fysica aan het seminarie van zijn geboortestad en vanaf 1866 ook op de gemeentelijke middelbare school. In 1874 behaalde hij de leerstoel natuurkunde en natuurwetenschappen aan de Koninklijke technische school van Velletri en vanaf 1899 gaf hij les voor de vakken wiskunde en natuurwetenschappen aan het Koninklijk gymnasium. In 1881 was hij de promotor van de oprichting van een meteorologisch observatorium op het dak van het stadhuis van Velletri, dat op 18 november 1883 werd ingehuldigd in aanwezigheid van enkele Italiaanse parlementariërs, ministers en wetenschappers. In het observatorium installeerde hij ook een seismograaf om aardbevingen waar te nemen en te registreren en vanaf 1891 een tweede in de tuin van de Koninklijke Normaal School. Galli was in nauw contact met de Jezuïet en wetenschapper Angelo Secchi, die hem hielp bij de aankoop van de nodige instrumenten voor het observatorium en voor de toelating tot de Pontificia Accademia dei Nuovi Lincei.
In 1884 won Ignazio Galli de gouden medaille op de Internationale Expositie van Turijn voor de uitvinding van een seismograaf en een evaporimeter.

## Enkele publicaties
- Alla cara e venerata memoria del Padre Angelo Secchi: ode, Roma, Tipografia della Pace di F. Cuggiani, 1878.
- Il lavoro scientifico del professor Luigi Henry socio corrispondente della Pontificia Accademia dei Nuovi Lincei, in: Atti della Pontificia Accademia Romana dei Nuovi Lincei, anno LV, Sessione III, 1901-1902, pp. 78-80.
- Il passato e il presente delle Paludi Pontine: nota bibliografica sopra un'opera dell'ingegnere Romolo Remiddi, in: Atti della pontificia accademia romana dei nuovi Lincei, anno LXVI., Sessione III, 1913-1914.
- Il professore d. Giuseppe Mercalli: elogio e bibliografia, in: Memorie della Pontificia Accademia Romana dei Nuovi Lincei, Serie II, volume I, 1915, p. 41.
- I terremoti nel Lazio, Velletri, Stab. tip. Pio Stracca, 1906.
- Le perturbazioni magnetiche per l'eclisse solare del 1914, in: Atti della Pontificia Accademia Romana dei Nuovi Lincei, Sessione II del 20 gennaio 1918, pp. 44-50.
- La medicina e la botanica degli antichi Messicani: nota bibliografica, in: Atti. della Pontificia Accademia Romana dei Nuovi Lincei, anno LXIV, Sessione I, 1910-1911, p. 31-34.
- La pioggia a Velletri: memoria, (Osservatorio fisico-meteorologico municipale di Velletri), Roma, Tip. della Pace di F. Cuggiani, 1904 (Estratto dalle Memorie della Pontificia Accademia Romana dei Nuovi Lincei, vol. XXII, 1904, p.277-369).
- La teoria sull'origine della grandine di P. Secchi: risposta e paragonata coi fatti [di] Ignazio Galli, Velletri, Tip. Sartori, 1876.
- Lettera del prof. D. Ignazio Galli al P. Secchi, in: Bullettino meteorologico dell'osservatorio del collegio romano, vol. XV, p. 59-60.
- Nuovo sismografo, inventato e descritto dal prof. Ignazio Galli, Roma, Tip. della Pace di F. Cuggiani, 1879.
- Origine dell'Osservatorio di Velletri, Roma, Desclée e Lefebvre, 1903.
- Periodo sismologico di Velletri dal novembre 1873 al gennaio 1874, in: Bullettino del Vulcanismo Italiano, Roma, 1874, pp. 37 - 39.
- Presentazione di un suo nuovo evaporimetro, in: Atti della Pontificia Accademia Romana dei Nuovi Lincei, anno XL, Sessione II, 1886-1887, p. 84.
- Sul sismodinamografo nell'Osservatorio di geodinamica in Aquila, in: Atti della Pontificia Accademia Romana dei Nuovi Lincei, anno XL, Sessione VII, 1886-1887, p. 176.

## Verwijzingen
1. ↑  Maggiore Luca, Ignazio Galli (1841-1920) : Scienze e tecnologie d'avanguardia nella Velletri di fine '800, Dendermonde, Het Punt, 2014.